# 彼得·赖特
彼得·赖特（英語：Peter Wright，1894年9月16日—1982年9月23日），博尔顿人，英国前男子摔跤运动员。他曾代表英国参加1920年夏季奥林匹克运动会摔跤比赛，获得男子自由式轻量级铜牌。